# Sonnenfinsternis vom 15. Juni 763 v. Chr.

Die Sonnenfinsternis vom 15. Juni 763 v. Chr. erlangte besondere historische Bedeutung, da die keilschriftliche Aufzeichnung der Sonnenfinsternis durch den Bezug auf die Eponymenliste eine genaue Datierung der Regierungsjahre des assyrischen Königs Aššur-dan III. ermöglichte. Heute befindet sich die Keilschrifttafel im British Museum zu London.
Bei dem erwähnten astronomischen Ereignis handelte es sich im Grundtyp um eine totale Sonnenfinsternis, die in der Region von Babylon und Aššur jedoch nur partiell auftrat.
Der Schreiber des Keilschrifttextes vermerkte neben der Monatsnennung keine genaueren Zeitangaben:

„(Eponym von) Bur-Saggile von Guzana: Revolte in der Zitadelle. Im (Monat) Simanu verfinsterte sich die Sonne.“

Die Formulierung (Šamaš, 'Sonne', akallu, etwa 'verzerrt/verdeckt') wird dabei als eine Beschreibung einer Sonnenfinsternis interpretiert. Seit dem 19. Jhd. wird die Sonnenfinsternis vom 15. Juni 763 v. Chr. als mögliches Datum postuliert.
Durch Überprüfung mit anderen historischen Finsternissen wurde festgestellt, dass die historischen Datierungen von den zurückgerechneten Werten abweichen. Die entsprechende Zeitdifferenz wird als „ΔT“ bezeichnet.
Unter Berücksichtigung des ΔT begann die Sonnenfinsternis in Babylon am 15. Juni 763 v. Chr. gegen 9:25 Uhr. Von etwa 10:48 Uhr bis 10:52 Uhr erreichte sie die größte Verfinsterung (Bedeckung 0,882) und endete gegen 12:18 Uhr.